# Neso (astronomia)
Neso, o Nettuno XIII, è un satellite minore di Nettuno, scoperto nel 2002 da un gruppo di ricerca guidato da Matthew Holman e composto da John Kavelaars, Tommy Grav, Wesley Fraser e Dan Milisavljevic.
Il suo nome, promulgato dall'Unione Astronomica Internazionale il 29 gennaio 2007, deriva da quello di Neso, (dal greco Νησώ), una Nereide secondo la mitologia greca. Prima dell'assegnazione ufficiale del nome era noto con la designazione provvisoria S/2002 N 4.

## Parametri orbitali

Satelliti irregolari di Nettuno.
Sull'asse orizzontale è indicata sia la distanza in milioni di km che in percentuale del raggio della sfera di Hill. La linea gialla indica l'eccentricità dell'orbita, cioè si estende dal pericentro all'apocentro. Sull'asse verticale è indicata l'inclinazione dell'orbita, i satelliti sopra l'asse orizzontale sono progradi, quelli sotto retrogradi.

Neso è il satellite naturale la cui orbita si spinge più lontano dal rispettivo pianeta madre, nell'intero sistema solare: ben 49 milioni di km, cioè 120 volte più distante di quanto non sia la Luna dalla Terra e quello col periodo orbitale più lungo: 26,67 anni.
Psamate è l'unico altro satellite di Nettuno che ha caratteristiche orbitali simili a quelle di Neso e si pone al secondo posto sia per grandezza dell'orbita che per periodo orbitale tra le lune del sistema solare. Data la somiglianza dei parametri orbitali con quelli di Neso (S/2002 N 4), è stato ipotizzato che entrambi i satelliti abbiano avuto comune origine dalla frammentazione di un oggetto più grande. Entrambi sono i satelliti più lontani dal loro pianeta madre nell'intero sistema solare.

## Parametri fisici
Se si assume un'albedo di 0,16 come per altri satelliti di Nettuno, ne risulta un diametro di 60 km. La superficie del satellite appare quindi piuttosto scura.

La densità calcolata è di 1,5 g/cm3, il che fa supporre che la sua parte superiore sia costituita di ghiaccio d'acqua.